# Xanthostemon philippinensis
Xanthostemon philippinensis är en myrtenväxtart som beskrevs av Elmer Drew Merrill. Xanthostemon philippinensis ingår i släktet Xanthostemon och familjen myrtenväxter. Inga underarter finns listade i Catalogue of Life.